# Felicitas Freundner
Felicitas „Fe“ Freundner (* 1996) ist eine deutsche Schauspielerin.

## Laufbahn
Felicitas Freundner, aufgewachsen im Großraum Berlin-Brandenburg, spielte in jungen Jahren kleinere Rollen in Fernsehfilmen ihres Vaters Thomas Freundner – darunter der Tatort Totentanz, Bettis Bescherung, Das unreine Mal und Juli mit Delphin.
2015 spielte sie im Fernsehfilm Das Dorf der Mörder  von Niki Stein das jüngere Ich der Hauptdarstellerin Anna Loos.  
In Ellas Baby von David Dietl spielte sie 2016 an der Seite von Benno Fürmann und Katharina Schüttler. Im selben Jahr wirkte  sie im Fernsehspieldrama Der Sohn von Urs Egger mit. Beide Projekte wurden zum Filmfest München eingeladen. 
2017 folgten weitere Engagements für die Fernsehserien Der Kriminalist und Triple Ex.
Sie nahm ein Regiestudium an der Hochschule für Schauspielkunst Ernst Busch auf.

## Filmografie (Auswahl)
- 2002: Tatort (Fernsehreihe, Folge Totentanz)
- 2006: Bettis Bescherung (Fernsehfilm)
- 2006: Das unreine Mal (Fernsehfilm)
- 2008: Juli mit Delphin (Fernsehfilm)
- 2015: Das Dorf der Mörder (Fernsehfilm)
- 2016: Der Sohn (Fernsehfilm)
- 2017: Der Kriminalist (Fernsehserie, 1 Episode)
- 2017: Triple Ex, (Fernsehserie, 2 Episoden)
- 2017: Ellas Baby (Fernsehfilm)
- 2019: Dead End (Fernsehserie, Episode 1x01)